# Charaxes bipunctatus
Charaxes bipunctatus är en fjärilsart som beskrevs av Rothschild 1894. Charaxes bipunctatus ingår i släktet Charaxes och familjen praktfjärilar. Inga underarter finns listade i Catalogue of Life.